# Atentados de 10 de janeiro de 2017 no Afeganistão
Os atentados de 10 de janeiro de 2017 referem-se a ataques terroristas ocorridos no Afeganistão em estabelecimentos governamentais e tribais durante a Guerra do Afeganistão. O Talibã reivindicou a responsabilidade por todos, menos um dos ataques, que visou uma missão diplomática dos Emirados Árabes Unidos. No total, entre 64 a 88 pessoas foram mortas e no mínimo 94 ficaram feridas, com pelo menos três atacantes também sendo mortos.

## Primeiro atentado
O primeiro ataque foi um duplo atentado suicida em frente à Assembleia Nacional do Afeganistão, na capital Cabul. O atentado ocorreu durante a saída do trabalho, quando funcionários deixavam os escritórios adjacentes ao Parlamento afegão em Cabul, um bombista suicida se lançou entre os funcionários reunidos na rua e se explodiu na frente de um microônibus que aguardava pelos trabalhadores. Alguns momentos depois, um carro-bomba estacionado do outro lado da rua explodiu, fazendo novas vítimas, incluindo policiais que haviam acabado de chegar ao local. O Talibã reivindicou a responsabilidade por este ataque que matou pelo menos 46 pessoas, a maioria trabalhadores do parlamento, e feriu mais de 70, enquanto eles alegaram que 70 foram mortos. O alvo era um micro-ônibus do Diretório Nacional de Segurança.

## Segundo atentado
O segundo ataque ocorreu durante um jantar oferecido na residência do governador Humayun Azizi em Kandahar, quando o embaixador dos Emirados Árabes Unidos e seus colegas diplomatas estavam em visita. Explosivos escondidos em sofás onde os convidados se instalaram são detonados durante a reunião, matando 11 pessoas e ferindo pelo menos 18 pessoas. Entre os mortos e feridos estavam muitos políticos afegãos proeminentes e diplomatas estrangeiros. O embaixador dos Emirados Árabes Unidos no Afeganistão, Juma Mohammed Abdullah Al Kaabi, que também foi ferido durante o ataque, faleceu devido aos seus ferimentos mais de um mês depois, em 15 de fevereiro. Abdul Ali Shamsi, vice-governador de Kandahar, estava entre os mortos. Embora suspeito, o Talibã não reivindicou a responsabilidade pelo atentado e, em vez disso, culpou a "rivalidade local interna".

## Terceiro atentado
Um terceiro atentado ocorreu em Lashkargah, capital da província de Helmand, o centro da insurgência talibã e da produção de ópio. Um atentado bombista onde de sete a dezesseis civis foram mortos e entre seis a nove ficaram feridos, sem incluir o suicida morto. Um carro-bomba é então descoberto e desarmado pelos serviços de segurança na rua em frente à reunião dos chefes tribais. O Talibã reivindicou a responsabilidade pelo ataque que tinha como alvo um ancião tribal.